# Muzeul Viei și Vinului din Miniș
Muzeul Viei și Vinului este un muzeu județean din Miniș, amplasat în Stațiunea de Cercetări Viticole. Expoziția cuprinde documente, fotografii, obiecte și instalații privind istoricul cultivării viței de vie și a prelucrării vinului în Podgoria Aradului. Clădirea acestui muzeu este în proces de restituire.